# 10 amori
10 amori è un album in studio del cantautore italiano Marco Masini, pubblicato il 4 ottobre 2024 da BMG Rights Management.. Esordisce al 9º posto della classifica FIMI degli album più venduti.
L'album fu anticipato dall'uscita del singolo Allora ciao, uscito il 13 settembre 2024. Nonostante l'album sia uscito il 4 ottobre successivo, Masini ha deciso di non renderlo disponibile sulle piattaforme streaming (a parte le tracce Allora ciao, Leggero e Un posto piccolo) fino al 10 gennaio 2025.

## Tracce
1. 10 Amori (Prologo) – 0:49
2. Allora ciao – 3:41
3. Un posto piccolo – 3:29
4. Non è una scelta – 3:34
5. Dovevamo essere noi – 3:44
6. Parlare al futuro – 3:14
7. Ma per te sì – 3:25
8. Leggero – 3:24
9. Qualcuno mi ha detto di te – 3:30
10. Splendido – 3:25
11. Due fidanzati degli anni '30 – 3:42
12. 10 Amori (Epilogo) – 0:50

## Classifiche
| Classifica (2024) | Posizione massima |
| ----------------- | ----------------- |
| Italia            | 9                 |